# Molson Coors Europe
Molson Coors Europe (bis 2012: StarBev) ist ein Tochterunternehmen von Molson Coors mit Sitz in Burton-upon-Trent und Verwaltung in Prag, das aus der Fusion von Molson Coors Central Europe mit Molson Coors UK & Ireland hervorging. Molson Coors Europe ist die zweitgrößte Brauereigruppe Großbritanniens, unterhält über 30 Marken und beschäftigt mehr als 7.300 Mitarbeiter.

## Geschichte
StarBev entstand im Dezember 2009, als Anheuser-Busch InBev Teile des Brauereigeschäfts in Mittel- und Osteuropa abspaltete und für 2,2 Milliarden USD und einer Option auf 800 Millionen USD erfolgsabhängiger Nachzahlung an Fonds der Private-Equity-Gesellschaft CVC Capital Partners verkaufte. Der Umsatz von StarBev belief sich im Jahr 2011 auf 695 Millionen Euro, der Gewinn vor Steuern, Zinsen und Abschreibungen betrug 241 Millionen Euro. Das Unternehmen beschäftigte 4.100 Mitarbeiter in neun Ländern, der Jahresausstoß betrug im Jahr 2011 13 Millionen Hektoliter.
2012 kaufte Molson Coors für 2,65 Milliarden Euro StarBev und benannte die Gesellschaft zu Molson Coors Central Europe um.
Im Januar 2013 fusionierte Molson Coors Central Europe mit Molson Coors UK & Ireland zur Molson Coors Europe.

## Brauereien und Marken
Molson Coors Europe unterhält Brauereien in mehreren europäischen Ländern:
| - Apatin, Serbien (Apatiner Brauerei) - Bőcs, Ungarn (Borsodi Sörgyár) - Burton-upon-Trent, England (Bass Brewery) - Haskowo, Bulgarien - Nikšić, Montenegro (Trebjesa-Brauerei) | - Ostrava, Tschechien - Pardubice, Tschechien - Ploiești, Rumänien - Prag, Tschechien (Staropramen) - Tadcaster, England - Zagreb, Kroatien |

Unter Lizenz von Anheuser-Busch InBev werden die Marken Stella Artois, Beck’s, Löwenbräu und Spaten für die Länder Bosnien-Herzegowina, Bulgarien, Kroatien, Montenegro, Rumänien, Serbien, Slowakei, Tschechien und Ungarn gebraut sowie Hoegaarden und Leffe in diesen Ländern vertrieben. Anheuser-Busch InBev hält die Rechte, Staropramen in Russland und der Ukraine zu brauen und in diversen Ländern zu vertreiben.